# Николай Станчев
Николай Асенов Станчев е български футболист, дефанзивен полузащитник. Роден е на 3 юни 1967 г. в Ботевград. Висок е 178 см и тежи 80 кг. Носи екипа на Черноморец (Бяла) и същевременно е директор на ДЮШ на Спартак (Варна).
Играл е за Балкан (Ботевград), Локомотив (Мездра), Ботев (Враца), Черноморец (Бургас), Спартак (Варна), Шавеш (Португалия) и Заксен (Германия). В А група има 302 мача и 31 гола. Четвъртфиналист за купата на страната през 1995 и 1998 г. със Спартак (Вн).

## Кариера
Николай Станчев започва да тренира футбол в ранна детска възраст в отбора на Балкан от родния му град Ботевград. Дебютира за първия отбор едва на 16 години през 1983 г. в мач срещу Академик (Свищов). 45 секунди след като се появява на терена бележи единствения гол в мача, с който Балкан побеждава с 1:0.
През 1987 г. преминава в Локомотив (Мездра), където играе два сезона във В група. През 1990 г. е привлечен в Ботев (Враца), с чийто екип дебютира в професионалния футбол, играейки един сезон в Б група. Следва трансфер в Черноморец (Бургас), където за три сезона записва 55 срещи и бележи 4 попадения в А група.
През 1994 г. Николай Ишков взема Николай Станчев в Спартак (Варна) заедно с неговия съотборник при „акулите“ Валентин Станчев, като плаща за правата на двамата общо 1 600 000 лева. През следващите години Ники Станчев се превръща в легенда на „соколите“. Той остава в клуба цели почти 13 години, като през този период играе като преотстъпен за по един полусезон в португалския Шавеш и в немския Заксен Лайпциг. За „соколите“ има 247 мача и 19 гола в А група и 48 срещи с 8 попадения в Б група.
През октомври 2006 г., на 39 години Станчев решава да прекрати кариерата си. Няколко месеца по-късно обаче, приема предложението на Красимир Зафиров да играе за Черноморец (Бяла) в Североизточната В група. На 17 април 2011 г., на 43-годишна възраст полузащитникът се разписва от дузпа за Черноморец срещу Спартак, но соколите побеждават с 3:2.